# Kristoffer Halvorsen
Kristoffer Halvorsen (Kristiansand, 13 aprile 1996) è un ex ciclista su strada norvegese, è stato professionista dal 2018 al 2023.
Nel 2016 si è laureato campione del mondo in linea Under-23 ai mondiali di Doha.

## Carriera
A inizio 2016 si mette in luce, in maglia Joker, con alcuni piazzamenti in gare dell'Europe Tour: secondo alla Nokere Koerse, nono alla Kattekoers, quarto allo ZLM Tour. Nel finale di stagione vince, sempre in volata, la terza tappa del Tour de l'Avenir, il Grand Prix d'Isbergues, due tappe all'Olympia's Tour e infine, grazie all'ottima punta di velocità, anche i campionati del mondo Under-23 di Doha, battendo Pascal Ackermann e Jakub Mareczko.
Nel 2017 si aggiudica la Handzame Classic e una tappa e la classifica a punti del Tour de l'Avenir. Per il 2018 viene messo sotto contratto dal team World Tour Sky, e in stagione ottiene il secondo posto alla Handzame Classic; nel 2019 vince invece una frazione allo Herald Sun Tour e si piazza secondo alla Bredene Koksijde Classic.

## Palmarès

### Strada
- 2013 (Juniores)

3ª tappa Tour of Istria - Memorial Edi Rajkovic
1ª tappa Trofeo Karlsberg
- 2016 (Norvegia/Team Joker, cinque vittorie)

3ª tappa Tour de l'Avenir (Bourg-en-Bresse > Autun)
Grand Prix d'Isbergues
3ª tappa, 2ª semitappa Olympia's Tour (Ulft > Gendringen)
4ª tappa Olympia's Tour (Zutphen > Zutphen)
Campionati del mondo, Prova in linea Under-23
- 2017 (Team Joker-Icopal/Norvegia, due vittoria)

Handzame Classic
3ª tappa Tour de l'Avenir (Missilla > Châteaubriant)
- 2019 (Team Ineos, due vittorie)

5ª tappa Herald Sun Tour (Melbourne > Melbourne)
6ª tappa Tour of Norway (Gran > Hønefoss)
- 2021 (Uno-X Pro Cycling Team, una vittoria)

3ª tappa Okolo Slovenska (Dolný Kubín > Považská Bystrica)

#### Altri successi
- 2016 (Norvegia/Team Joker)

1ª tappa ZLM Tour (Tholen, cronosquadre)
- 2017 (Team Joker-Icopal/Norvegia)

Classifica a punti Tour de l'Avenir
- 2019 (Team Ineos)

Classifica giovani Tour of Norway

## Piazzamenti

### Classiche monumento
- Giro delle Fiandre

2022: ritirato
2023: ritirato
- Parigi-Roubaix

2022: fuori tempo massimo
2023: ritirato

### Competizioni mondiali
- Campionati del mondo

Toscana 2013 - In linea Juniores: ritirato
Doha 2016 - In linea Under-23: vincitore
Bergen 2017 - Cronosquadre: 13º
Bergen 2017 - In linea Under-23: 85º

### Competizioni europee
- Campionati europei

Herning 2017 - In linea Under-23: 5º
Glasgow 2018 - In linea Elite: ritirato
Alkmaar 2019 - In linea Elite: 36º